# Rhododendron semnoides
Rhododendron semnoides är en ljungväxtart som beskrevs av Tagg och Forrest. Rhododendron semnoides ingår i släktet rododendron, och familjen ljungväxter. Inga underarter finns listade i Catalogue of Life.